# Ácido tetraidrofólico
Ácido tetraidrofólico (THFA, de tetrahydrofolic acid), ou tetraidrofolato, é um derivado do ácido fólico.

## Metabolismo

### Síntese humana
Ácido tetraidrofólico é produzido do ácido diidrofólico pela diidrofolato redutase. Esta reação é inibida por metotrexato.
É convertido em 5,10-metilenotetraidrofolato pela serina hidroximetiltransferase.

### Síntese bacteriana
Muitas bactérias usam diidropteroato sintetase para produzir diidropteroato, uma molécula sem função em humanos.  Isso o torna um alvo útil para antibióticos de sulfonamida, que concorrem com o precursor de PABA.

## Funções
Ácido tetraidrofólico é um cofator em muitas reações, especialmente na síntese (ou anabolismo) de aminoácidos e ácido nucleicos.  Além disso, serve como uma molécula transportadora para frações de moléculas de carbono único, isto é, grupos contendo um átomo de carbono, e.g. metil, metileno, metenil, formil, ou formimino.  Quando combinado com uma fração de molécula de carbono único como em 10-formiltetraidrofolato, atua como um doador de um grupo com um átomo de carbono.  Tetraidrofolato obtém esse átomo de carbono extra sequestrando formaldeído produzido em outros processos. Essas frações de molécula de carbono único são importantes na formação de precursores para a síntese de DNA.  Uma carência em ácido tetraidrofólico (FH4) pode causar anemia megaloblástica.
O metotrexato atua na diidrofolato redutase, como a pirimetamina ou o trimetoprim, como um inibidor e, portanto, reduz a quantidade de tetraidrofolato produzida. Isso pode resultar em anemia megaloblástica.
Ácido tetraidrofólico está envolvido na conversão de ácido formiminoglutâmico em ácido glutâmico; isso pode reduzir a quantidade de histidina disponível para descarboxilação e síntese de proteínas e, portanto, a histamina urinária e o ácido formiminoglutâmico podem ser diminuídos.

Ácido diidrofólico
Ácido 5,10-metilenetetraidrofólico
Ácido 10-formiltetraidrofólico